# Acsu

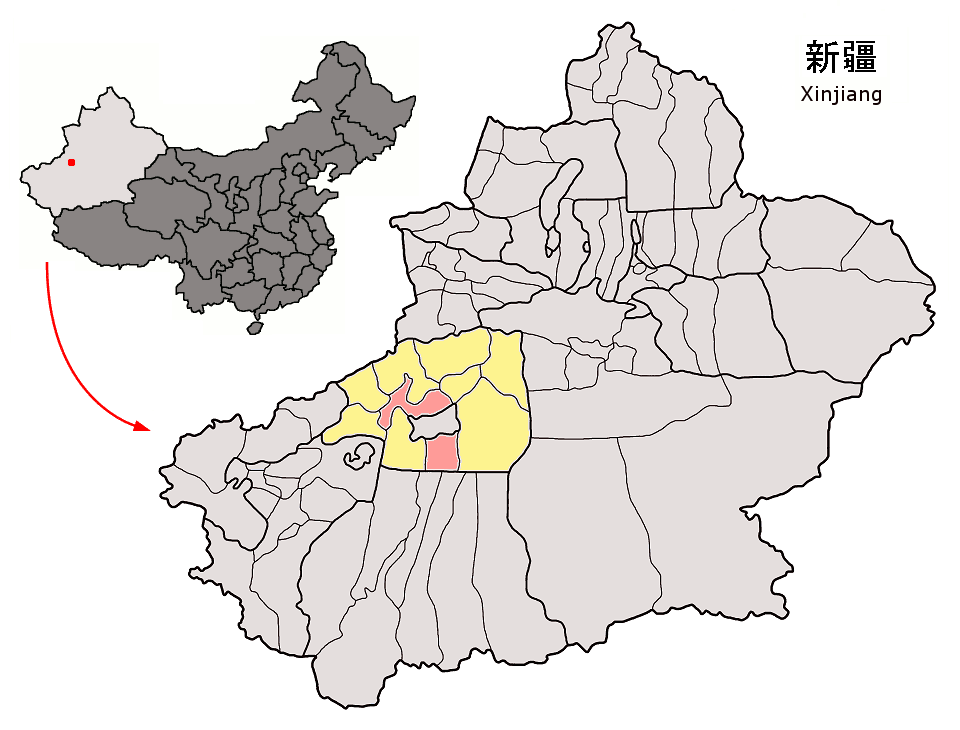
Localização de Acsu em Sinquião

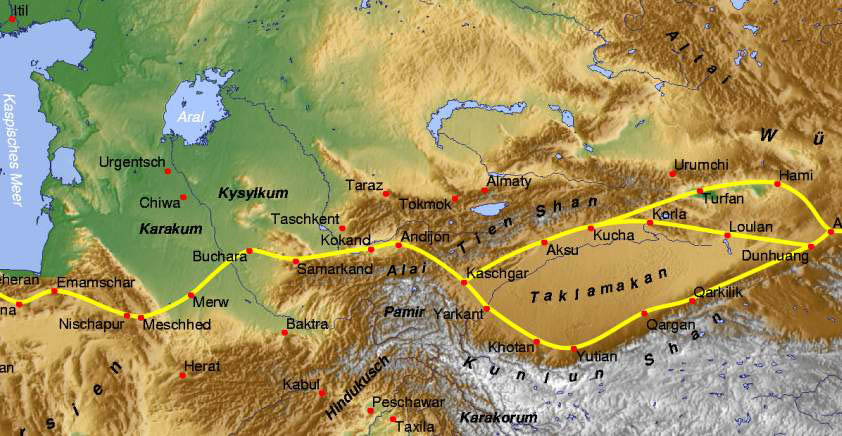
Acsu ao norte do Deserto de Taklamakan, na Rota da Seda.

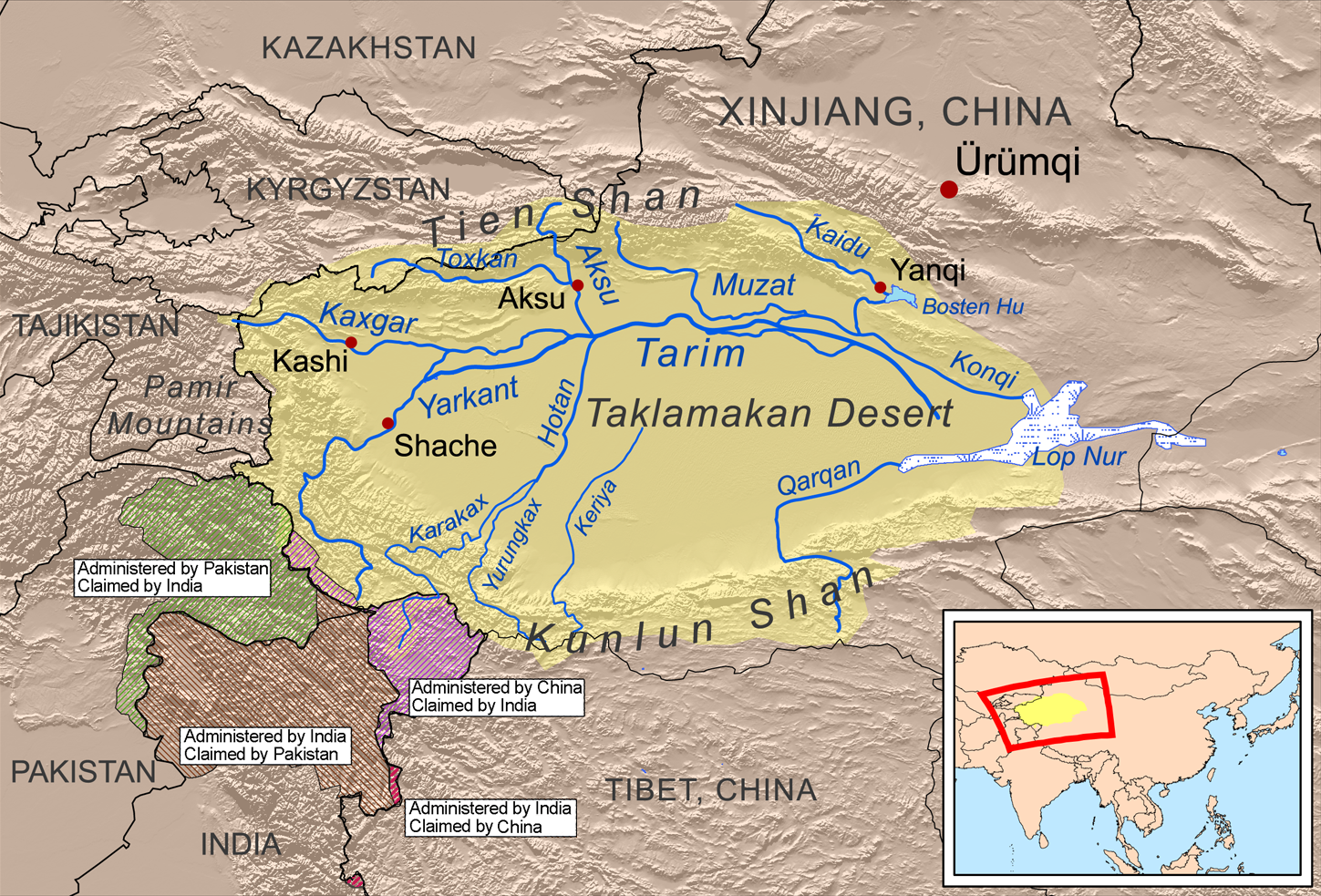
Acsu ao norte da Bacia do Tarim.

Acsu (em chinês simplificado:阿克苏地区; pinyin: Aksu Dìqū; uigur: ئاقسۇ ۋىلايىتى, Aqsu Wilayati, Aksu Vilayiti) é uma cidade chinesa na província de Xinjiang, localizada ao oeste do país. Tem uma área de 132,500 km ² e população de 2,1 milhões de habitantes (2003). O nome Acsu em turco significa "água branca".
Está localizada no sopé sul da cordilheira de Tian Shan e ao norte da Bacia do Tarim.
Vários reinos existiram na região, até que em 60 a.C, a Dinastia Han (206 a.C - 220 d.C) trouxe a região para o domínio da China. Na época da Rota da Seda, a cidade era um importante como ponto de conexão entre a China e a Ásia Central.
O clima da região é sempre seco, frio no inverno e quente no verão. As temperaturas variam muito entre o dia e a noite. A temperatura média anual é de cerca de 11 ºC.
O islamismo é a religião predominante na região.
A produção agrícola inclui melões, nozes, maçãs, peras e damascos.